# Hera Björk
Hera Björk, nome completo Hera Björk Þórhallsdóttir (Reykjavík, 29 marzo 1972), è una cantante islandese.
Ha rappresentato l'Islanda all'Eurovision Song Contest 2010 con il brano Je ne sais quoi, classificandosi diciannovesima, e poi nuovamente nel 2024 con Scared of Heights, senza però riuscire a qualificarsi per la finale.

## Biografia
Nel 2009 ha partecipato al Dansk Melodi Grand Prix con la canzone Someday, terminando in seconda posizione, e vincendo la OGAE Second Chance Contest, ma prende parte comunque all'Eurovision Song Contest di quell'anno come backing vocal della connazionale Yohanna (come fece l'anno prima con il duo Euroband). 
Nel febbraio 2013 ha partecipato alla "Competición Internacional" del 53º Festival di Viña del Mar vincendo il primo posto, con il brano Because you can.